# HBTQ-rättigheter i Egypten

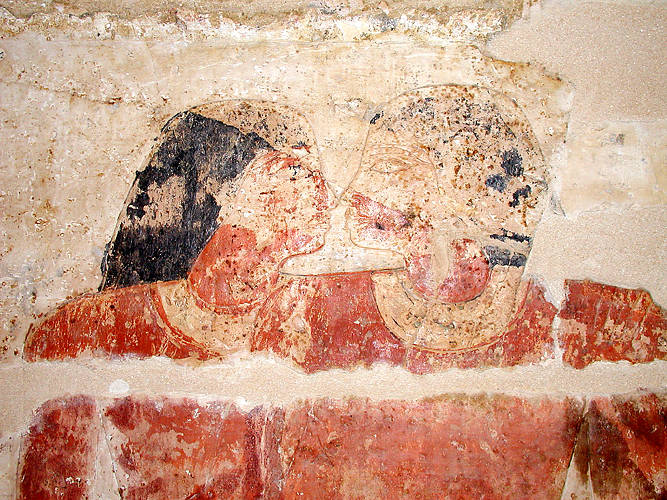
Khnumhotep och Niankhkhnum kysser varandra, cirka 2 500 f.Kr.

Homosexuella, bisexuella, transsexuella och queer (HBTQ) personer i Egypten har juridiska utmaningar i landet som skiljer sig från icke HBTQ-personer.
Enligt en studie från 2013 som utfördes av Pew Research Center tycker 95% av egyptierna att homosexualitet inte ska accepteras av samhället.
Det rådande motståndet mot homosexualitet syns särskilt inom det egyptiska rättssystemet i hur man hanterar sexuell läggning och könsidentiteter.
Egyptisk lag kriminaliserar inte uttryckligen homosexualitet eller crossdressing, men det finns flera bestämmelser som kriminaliserar något beteende eller uttryck av idéer som anses vara omoraliskt, skandalöst eller offensivt mot lärandet av en erkänd religiös ledare.
Dessa publika moraliska och ordningsbaserade lagar har använts mot HBTQ-personer samt de som stödjer mer liberala attityder.

## Mubarakregimen
Under den största delen av Hosni Mubaraks regeringstid stödde inte den egyptiska regeringen HBQT lagstiftning. Eftersom Mubaraks regim inte stödde detta, så blev det inte heller ett uppenbart förbud mot homosexualitet eller transvestitism i strafflagen. Straffrättsliga sanktioner mot homosexuella och bisexuella män tenderade att inte uppstå från strafflagen själv, utan från en kompletterande lag som antogs 1961 för att bekämpa prostitution. Lagen mot prostitution förbjöd också "sedeslöshet", även om lagen inte omfattade trafficking eller prostitution. 
Egyptisk domstol har tolkat förbudet mot sedeslöshet för att kriminalisera homosexuella relationer mellan vuxna. Upprepade lagöverträdelser kan möta ännu hårdare straff än vad lagen för "vanlig sedeslöshet" betraktar. Förutom lagen om prostitution gav övriga lagar polisen och domare betydande rätt att döma homosexuella och bisexuella män till fängelse. Medan arresteringar periodiskt hade inträffat under dessa lagar i årtionden, tycks ett mer systematiskt sätt tagit fart i början av 2000-talet.
I början på 2000-talet, under Hosni Mubaraks ledning, användes dessa lagar för att skapa ett mer systematiskt tillslag av homosexuella eller bisexuella män, eller någon som regeringen ansågs stödja HBTQ-rättigheter.
År 2000 arresterade polisen ett egyptiskt homosexuellt par och arresterade de för "ärekränkande med hot" och för att "utöva omoraliskt och oanständigt beteende". Deras advokat yrkade på att anklagelserna skulle läggas ner eftersom homosexualitet inte var ett brott, men domaren vägrade detta, med motiveringen att två män faktiskt hade "kränkt" religiösa och moraliska normer. Händelsen blev en medieförnimmelse, som främjar olika offentliga figurer för att se homosexualitet som en produkt av västerländsk dekadens och kräva att regeringen utför homosexuella eller skicka dem till mentala institutioner som ska reformeras.
Inom ett år började den egyptiska regeringen med offentliga tillslag av egyptiska homosexuella män genom att slå till mot privata fester, där man arresterade gästerna och åtalade de enligt prostitutions- och sedeslöshetslagen. Dessa tillslag såg även till att lagen för "offentlig ordning och allmän moral" användes allt mer för att kriminalisera homosexuella och bisexuella mäns sexualitet. Lagen, som ursprungligen antogs på 1990-talet för att straffa västerländskt influerade studenter och liberala intellektuella, användes nu för att straffa homosexuella och bisexuella män.
Den första av dessa tillslag var vid en båtfest i Kairo, där alla gäster var egyptiska homosexuella män. Femtiotvå personer greps och anklagades för att bryta mot dessa vaga allmänna morallagar. Personerna arresterades och åtalade enligt prostitutions- och sedeslöshetslagen, och även den nyare reglerna för allmän ordning och allmän moral. Effekterna av dessa lagar för homosexuella och bisexuella män väckte uppmärksamhet av Human Rights Watch.
Det var under denna tid som Human Rights Watch offentliggjorde en rapport om de lagar som den egyptiska regeringen använde för att kriminalisera homosexualitet, lagens historia, användning av tortyr mot homosexuella och bisexuella män av polisen, och hur sådana lagar bryter mot internationella mänskliga rättigheter.
År 2004 blev en sjuttonårig universitetsstudent dömd till 17 års fängelse, inklusive 2 års samhällstjänst, för att ha lagt upp en personlig profil på en homosexuell datingsida.
År 2009 förbjöds Al Balagh Al Gadid, en egyptisk veckotidning, och två av dess journalister blev fängslade för att ha skrivit en nyhetsartikel som anklagade kända egyptiska skådespelare, bland annat Nour El Sherif, Khaled Aboul Naga och Hamdi El Wazir för att vara inblandade i en prostitutionsring för homosexuella, och att ha mutat regeringsanställda för att tysta sin inblandning.
År 2017 blev flera personer arresterade och torterade efter att de visat en regnbågsflagga på en konsert med det libanesiska bandet Mashrou Leila i Kairo. Aktivisten Sarah Hegazi var en av dem och hon tog sitt liv tre år senare, efter att hon hade flytt till Kanada. Hegazi har blivit en symbolfigur för arabiska HBTQ-rörelsen.